# José Maria Puig
Pour les articles homonymes, voir Josep Puig et Puig.
José Maria Puig Bori né le 26 septembre 1903 à Barcelone et mort le 5 août 1980 dans cette même ville, est un joueur de water-polo et un nageur espagnol.

## Biographie
Nageur et poloïste au Club Natació Barcelona, il établit en 1924 le record d'Espagne du 400 mètres en 6 min 16 s.
José Maria Puig fait partie de l'équipe d'Espagne de water-polo aux Jeux olympiques d'été de 1924 à Paris ainsi qu'aux Jeux olympiques d'été de 1928 à Amsterdam. Il est par contre forfait aux Jeux olympiques d'été de 1924 en natation.